# Stela Firu
Stela Firu (n. 14 octombrie 1972, Burila Mare, România) este un senator român, ales în 2020 din partea PNL. 